# Powiat Tiszafüred
Powiat Tiszafüred (węg. Tiszafüredi járás) – jeden z siedmiu powiatów komitatu Jász-Nagykun-Szolnok na Węgrzech. Siedzibą władz jest miasto Tiszafüred.

## Miejscowości powiatu Tiszafüred
- Abádszalók
- Kunhegyes
- Nagyiván
- Tiszabura
- Tiszaderzs
- Tiszafüred
- Tiszagyenda
- Tiszaigar
- Tiszaörs
- Tiszaroff
- Tiszaszentimre
- Tiszaszőlős
- Tomajmonostora